# اوگورا هیاکونین ایشو

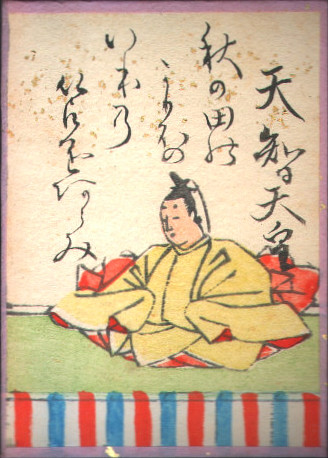
اولین کارت شعر هیاکونین ایشو با حضور امپراتور تنجی

اوگورا هیاکونین ایشو (به ژاپنی: 百人一首 Ogura Hyakunin Isshu)، گلچین کلاسیک ژاپنی از صد  واکا (شعر) ژاپنی توسط صد شاعر است. هیاکونین ایشو را می توان به "صد نفر، یک شعر [هر کدام]" ترجمه کرد. 